# Pływanie synchroniczne na Letnich Igrzyskach Olimpijskich 1996
Pływanie synchroniczne na Letnich Igrzyskach Olimpijskich 1996 – zawody w pływaniu synchronicznym podczas igrzysk w Atlancie rozgrywane były od 30 lipca do 2 sierpnia. Przeprowadzono tylko jedną konkurencję, w której wystartowały 72 zawodniczki z 8 krajów. Polki nie startowały.
Na końcowy wynik składało się 35% oceny uzyskanej za program techniczny oraz 65% oceny za program dowolny.

## Wyniki
| Kraj              | Zawodniczki | Runda techniczna | Rudna dowolna | Łącznie | Pozycja |
| ----------------- | --- | ---------------- | ------------- | ------- | ------- |
| Stany Zjednoczone | Suzannah Bianco, Tammy Cleland, Becky Dyroen-Lancer, Heather Pease, Jill Savery, Nathalie Schneyder, Heather Simmons-Carrasco, Jill Sudduth, Emily LeSueur, Margot Thien | 99,200           | 100,000       | 99,720  | złoto   |
| Kanada            | Karen Clark, Sylvie Fréchette, Janice Bremner, Karen Fonteyne, Christine Larsen, Erin Woodley, Cari Read, Lisa Alexander, Valerie Hould-Marchand, Kasia Kulesza          | 97,933           | 98,600        | 98,367  | srebro  |
| Japonia           | Miya Tachibana, Akiko Kawase, Rei Jimbo, Miho Takeda, Raika Fujii, Miho Kawabe, Junko Tanaka, Riho Nakajima, Mayuko Fujiki, Kaori Takahashi                              | 97,667           | 97,800        | 97,753  | brąz    |
| Rosja             | Jelena Azarowa, Jelena Antonowa, Olga Brusnikina, Maria Kisielowa, Galina Maksimowa, Olga Nowokszczenowa, Julia Pankratowa, Olga Siedakowa, Anna Jurjajewa               | 97,000           | 97,400        | 97,260  | 4.      |
| Francja           | Marianne Aeschbacher, Virginie Dedieu, Julie Fabre, Myriam Lignot, Délphine Maréchal, Charlotte Massardier, Magali Rathier, Éva Riffet                                   | 95,600           | 96,333        | 96,076  | 5.      |
| Włochy            | Giada Ballan, Serena Bianchi, Mara Brunetti, Giovanna Burlando, Manuela Carnini, Brunella Carrafelli, Maurizia Cecconi, Paola Celli, Roberta Farinelli, Letizia Nuzzo    | 93,733           | 94,533        | 94,253  | 6.      |
| Chiny             | Long Yan, Li Min, Li Yuanyuan, Wu Chunlan, Chen Xuan, Guo Cui, Fu Yuling, Pan Yan                                                                                        | 94,600           | 93,867        | 94,124  | 7.      |
| Meksyk            | Olivia González, Wendy Aguilar, Aline Reich, Ingrid Reich, Lilián Leal, Patricia Vila, Berenice Guzmán, Ariadna Medina, Erika Leal Ramírez                               | 94,400           | 93,533        | 93,836  | 8.      |